# Волл-стріт: гроші не сплять
«Во́лл-стріт: гроші не сплять» (англ. Wall Street: Money Never Sleeps) — художній фільм Олівера Стоуна в жанрі драматичного трилера. Прем'єра фільму в Україні відбулась 30 вересня 2010 р.

## Сюжет
Дія фільму розгортається через 23 роки після подій, що відбулися в першому фільмі, у другій половині 2008. У 2001 році, після восьми років ув'язнення, Гордон Гекко виходить з в'язниці і присвячує кілька років написанню книги про потрясіння, які очікують фінансові ринки. Гекко бажає відновлення відносин зі своєю дочкою, Вінні. Через той час, що вони прожили нарізно, а також через те, що Вінні звинувачує Гекко в самогубстві свого брата Руді, вона уникає будь-якого спілкування з ним.
Її хлопець — Джейкоб, трейдер з Волл-стріт, подібно всім сподівається на подальше процвітання ринків. Однак найбільший інвестиційний банк Келлер-Зейбл, де він працює, несподівано опиняється на межі банкрутства через ризиковані інвестиції до цінних паперів, забезпечені субстандартними іпотечними кредитами. Керуючий банком, чиїм протеже є Джейкоб, кінчає життя самогубством. Джейкоб хоче знайти винного в тому, що відбувається і помститися за смерть свого наставника. Для цього він звертається за допомогою до Гордона Гекко, який пропонує йому операцію: в обмін на допомогу налагодити відносини з Вінні. На фінансових ринках у цей час починається світова фінансова криза, і у Гекко є свої далекосяжні плани.

## У ролях
- Майкл Дуглас — Гордон Гекко
- Шайа Лабаф — Джейкоб «Джейк» Мур
- Джош Бролін — Бреттон Джеймс
- Кері Малліган — Вінні Гекко
- Сьюзен Серендон — Сільвія Мур
- Елай Воллак — Джуліус «Джулі» Штайнхардт
- Френк Ланджелла — Льюїс Зейбел
- Джейсон Кларк — голова ФРС Нью-Йорка
- Чарлі Шин — Бад «Бадді» Фокс
- Олівер Стоун — інвестор
- Ентоні Скарамуччі — у ролі самого себе
- Джим Крамер — у ролі самого себе